# Jair (père de Mardochée)
Pour les articles homonymes, voir Jair.
Jaïr le fils de Séméï est un benjaminite père de Mardochée et oncle d'Hadassa c'est-à-dire Esther.

## L'ascendance de Jaïr
Jaïr est un benjaminite fils de Séméï fils de Cis.

## Le frère de Jaïr
Jaïr a pour frère Abigaïl père d'Hadassa c'est-à-dire Esther.

## La descendance de Jaïr
Jaïr est le père de Mardochée qui est un cousin d'Hadassa c'est-à-dire Esther.